# Бертхолд I фон Вайсенхорн-Нойфен
Бертхолд I фон Вайсенхорн-Нойфен (на немски: Bertold I. von Weißenborn und Neuffen Graf von Achalm; * пр. 1198/ок. 1155; † 19 февруари или 21 февруари или сл. 19 март 1221) е граф на Вайсенхорн, Нойфен, Ахалм (при Ройтлинген) и Хетинген.

## Произход
Той е син на граф Егино де Нифен/Лиутфрид фон Нойфен († сл. 1150). Бертхолд I фон Вайсенхорн-Нойфен се жени пр. 1167 г. за Аделхайд фон Гамертинген († 10 март сл. 1208), единствената дъщеря на граф Адалберт II фон Ахалм-Хетинген († 12 септември пр. 1172) и съпругата му Аделхайд/Мехтилд.
Той умира сл. 19 март 1221 г. и е погребан в Цвифалтен.

## Деца
Бертхолд I фон Вайсенхорн-Нойфен и Аделхайд фон Гамертинген имат децата:
- Матилда († 1225), абатиса на манастир Обермюнстер в Регенсбург
- Хайнрих I фон Нойфен (* пр. 1207; † сл. 1246), граф на Нойфен и Ахалм, женен пр. 1210 г. за Анна/Аделхайд фон Виненден († сл. 1211)
- Бертолд фон Нойфен (* пр. 1212; † 18 юли 1224), епископ на Бриксен (1216 – 1224)
- Хуго фон Нойфен († сл. 1221)
- Аделхайд фон Нойфен († 6 септември 1239), омъжена за Егино V (II) фон Урах и Фрайбург († 1236)
- Алберт I фон Нойфен (* пр. 1216; † сл. 1245), граф на Нойфен, господар на Нойберг, женен за Лиутгард фон Еберщал († сл. 1250)
- Ута фон Нойфен, омъжена за Еберхард III фон Кирхберг († 1282/1283)
- Аделхайд фон Нойфен († сл. 1229/ок. 1240), омъжена I. за граф Конрад III фон Хайлигенберг († 1208), II. за граф Готфрид II фон Хелфенщайн-Зигмаринген († 1241)